# Bar Yehuda Airfield
Den här artikeln har delvis skapats av Lsjbot, ett program (en robot) för automatisk redigering (2016-09). Artikeln kan eventuellt innehålla språkliga fel eller ett märkligt bildurval. Mallen kan avlägsnas efter en kontroll av innehållet.
Bar Yehuda Airfield är en flygplats i Israel som öppnades 1963.   Den ligger i distriktet Södra distriktet, i den östra delen av landet.
Terrängen runt Bar Yehuda Airfield är kuperad västerut, men österut är den platt. Runt Bar Yehuda Airfield är det ganska tätbefolkat, med 52 invånare per kvadratkilometer. Närmaste större samhälle är ‘Arad, 18,4 km väster om Bar Yehuda Airfield. Trakten runt Bar Yehuda Airfield är ofruktbar med lite eller ingen växtlighet.